# Angry Birds (film)
Angry Birds – film animowany, który swoją premierę miał 20 maja 2016 roku, a w Polsce 27 maja. Kinowa odsłona popularnej gry Rovio Mobile.

## Fabuła
Film opowiada o życiu społeczności szczęśliwych ptaków-nielotów, mieszkających na pięknej wyspie. Wśród nich żyje jednak także temperamentny Czerwony (Jason Sudeikis), który zostaje skazany na lekcje panowania nad emocjami prowadzonymi przez spokojną Matyldę (Maya Rudolph) przez surowego Sędziego Prężydzioba (Keegan-Michael Key). Wraz z nim uczą się też szybki jak błyskawica Chuck (Josh Gad), który został skazany za nadpobudliwość oraz wybuchowy Bomba (Danny McBride), który choruje na rzadką chorobę, która sprawia, że jak się przestraszy, zestresuje lub wścieknie to wybucha.

## Obsada
- Jason Sudeikis – Czerwony
- Josh Gad – Chuck
- Danny McBride – Bomba
- Maya Rudolph – Matylda, Poppy
- Bill Hader – Leonard McMorda II, przywódca zielonych świnek
- Peter Dinklage – Mocarny Orzeł
- Keegan-Michael Key – Sędzia Prężydziób
- Sean Penn – Terrence
- Kate McKinnon – Stella, Ewa
- Anthony Padilla – Hal
- Ian Hecox – Bubbles
- Tony Hale – Ross, Mim, Cyrus
- Ike Barinholtz – Tiny
- Hannibal Buress – Edward
- Cristela Alonzo – Shirley
- Jillian Bell – Helena, instruktorka jogi
- Danielle Brooks – Monika, Olive (mama Niebieskich)
- Romeo Santos – Wczesny Ptaszek
- Blake Shelton – Earl
- Charli XCX – Willow
- Tituss Burgess – Świnka Fotograf
- Billy Eichner – Mistrz Chrumkuchni, Filip
- Max Charles – Bobby
- Kevin Bigley – Greg (tata Niebieskich)
- Adam Brown – Przytulasek
- Geoffrey Arend – opiekun z domu dziecka
- Ava Acres – Timothy
- Alex Borstein – Sophie, Peggy
- Malena Brewer – Arianna
- Vincent Oswald – Dylan
- Samantha Cohen – Samantha
- Josh Robert Thompson – Brad, Saksofonista Dane
- Matt McCarthy – Świnka Rodney
- Matt Taylor – Świnka Hamilton
- Ali Wong – Betty
- Fred Tatasciore – Świnka Monty
- Bella Laudiero – Maya
- John Cohen – Johnny
- Clay Kaytis – kelner Clayton
- Fergal Reilly – Wąsata Świnia
- Catherine Winder – Billy
- Carlos Alazraqui – bracia Earla
- Pierce Gagnon, Noah Schnapp i Owen Wilder Vaccaro – Niebiescy (Jim, Jake, Jay)
- Eileen Marra, Indra Raval, Joaquin Raval i Sofie Wolfe – Pisklęta

## Wersja polska
Wersja polska: Start International Polska

Tekst polski i reżyseria: Bartosz Wierzbięta

Kierownictwo produkcji: Dorota Nyczek
Wystąpili:
- Jacek Bończyk – Czerwony
- Janusz Zadura – Chuck
- Piotr Bąk – Bomba
- Paweł Szczesny – Leonard McMorda II, przywódca zielonych świnek
- Marta Dobecka – Matylda

W pozostałych rolach:
- Wojciech Duryasz – Sędzia Prężydziób
- Adam Bauman – Mocarny Orzeł
- Monika Pikuła – Stella
- Michał Podsiadło – Hal
- Krzysztof Plewako-Szczerbiński – Bubbles

i inni